# Condado de Orangeburg
El condado de Orangeburg (en inglés: Orangeburg County, South Carolina), fundado en 1785, es uno de los 46 condados del estado estadounidense de Carolina del Sur. En el año 2000 tenía una población de 91 582 habitantes con una densidad poblacional de 32 personas por km². La sede del condado es Orangeburg.

## Geografía
Según la Oficina del Censo, el condado tiene un área total de 2922 km² (1128,2 mi²), de la cual 2865 km² (1106,2 mi²) es tierra y 57 km² (22,0 mi²) es agua.

### Condados adyacentes
- Condado de Calhoun norte
- Condado de Clarendon noreste
- Condado de Dorchester sureste
- Condado de Berkeley sureste
- Condado de Bamberg sur
- Condado de Colleton sur
- Condado de Aiken oeste
- Condado de Barnwell oeste
- Condado de Lexington noroeste

## Demografía
En el 2000 la renta per cápita promedia del condado era de $29 567, y el ingreso promedio para una familia era de $36 165. El ingreso per cápita para el condado era de $15 057. En 2000 los hombres tenían un ingreso per cápita de $29 331 contra $20 956 para las mujeres. Alrededor del 21,4% de la población estaba bajo el umbral de pobreza nacional.

## Lugares

### Ciudades, Pueblos y CDPs
- Bowman
- Branchville
- Brookdale
- Cope
- Cordova
- Elloree
- Eutawville
- Holly Hill
- Livingston
- Neeses
- North
- Norway
- Orangeburg
- Rowesville
- Santee
- Springfield
- Vance
- Wilkinson Heights
- Woodford